# Медаль «За строительство Кремлёвского Дворца»
Меда́ль «За строи́тельство Кремлёвского Дворца́»  — государственная награда Российской империи, которой отметили участников
строительства Большого Кремлёвского дворца по проекту архитектора Константина Тона. Была выпущена в 1847—1849 годах и считается одной из первых наградных медалей за возведение архитектурных сооружений.

## Учреждение

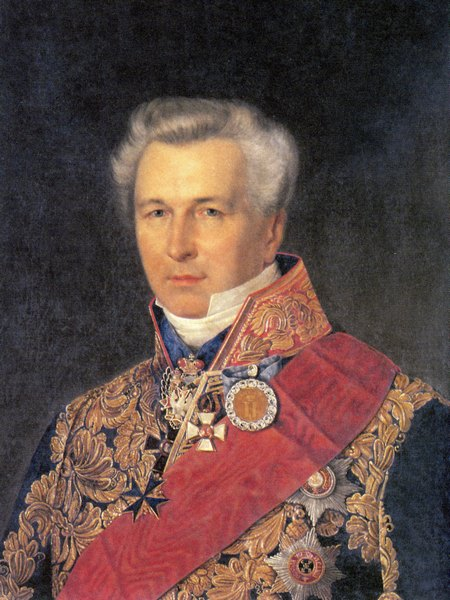
Кавалер медали Лев Боде со знаком отличия на груди, XIX век

Изначально была выпущена медаль «В память возобновления Кремлёвского дворца в Москве в 1773 году» по случаю закладки Большого Кремлёвского дворца архитектором Василием Баженовым . Её выполнил из бронзы медальер Тимофей Иванов, предположительно, по эскизам самого архитектора. Но грандиозный проект дворца так и не был реализован из-за осадки стен Архангельского собора и высокой стоимости работ. В 1838 году приступили к возведению более скромного дворцового комплекса под руководством архитектора Константина Тона. Строительство длилось около двенадцати лет, в работах участвовала большая группа московских мастеров под началом камергера Льва Боде, который, в свою очередь, формально подчинялся князю Александру Урусову. Главным художником числился Фёдор Солнцев, архитектурным помощником — Пётр Герасимов, который вместе с Николаем Чичаговым отвечал за проектирование интерьеров. Кроме того, в разработке принимали активное участие Владимир Бакарёв, Николай Шохин, Джузеппе Артари и другие. В 1843 году в вопросах общего руководства Константина Тона сменил Фёдор Рихтер. После окончания строительства все участвующие в разработке проекта были отмечены медалью.
Медаль «За строительство Кремлёвского Дворца» учредили в 1847 году по распоряжению Николая I. Соответствующий указ был передан министром императорского двора Петром Волконским министру финансов Фёдору Вронченко. За разработку штемпелей и создание форм в камне отвечал главный медальер Санкт-Петербургского монетного двора Алексей Клепиков. С марта по октябрь 1849 года изготовили 4642 серебряные и 71 золотую медаль, а также 3 золотых экземпляра с бриллиантами. Кроме того, были отлиты медали другой формы выпуска  - 71 золотой и 81 серебряный экземпляр без ушка для крепления ленты. Они не предназначались для ношения и служили памятным сувениром в память о торжествах по окончании строительства дворца. Все модели чеканились идентичными штемпелями и не имели степеней. Для серебряных медалей использовали серебро 83 и 1/3 пробы, применявшейся с 1832 года. Награды изготовили заранее, чтобы на церемонии торжественного освящения дворца кавалеры появились уже со знаками отличия.
В 1858—1868 годах управление Санкт-Петербургского монетного двора выпустило каталоги штемпелей, находившихся в хранилищах медальной части. Третье издание, составленное инженером В. П. Смирновым в 1908-м, включало медаль «За возобновление строительства Кремлёвского дворца» под номером № 542.

## Порядок награждения
Кавалерами медали являлись архитекторы, подрядчики, художники, высшие чины императорского двора, принимавшие участие в строительстве Большого Кремлёвского дворца. Пётр Волконский, Александр Урусов и Лев Боде получили особые золотые медали, украшенные бриллиантами. Кроме того, участников строительства пожаловали особыми привилегиями. Так, Боде получил пятьдесят тысяч рублей серебром, был отмечен орденом Святого Александра Невского и назначен обер-гофмейстером вместо престарелого графа Урусова. Его сыну также пожаловали высокий чин и ордена. Петра Герасимова наградили званием коллежского асессора и денежной премией. Медалями без ушек, не предназначенными для ношения, отметили членов императорской семьи, солдатов и 18 офицеров дворцовых гренадеров и гвардейского корпуса.

## Описание медали
Диаметр золотых и серебряных медалей составлял 34—35 миллиметров. На лицевой стороне изобразили вензель государя Николая I, увенчанный большой императорской короной. Сверху разместили надпись: «Благодарю». Реверс изделия украшает главный фасад Большого Кремлёвского дворца с развевающимся штандартом. Под обрезом изображения находится подпись в две строки: «Заложенъ 1838 Освѧщенъ 1849». Внизу возле бортика помещено клеймо медальера: «А. Клепиков Р.» (резал Алексей Клепиков). Модели с ушком для крепления ленты носили на груди. Бо́льшая часть наград имела красную ленту ордена Святого Александра Невского, но три экземпляра с бриллиантами украшала голубая — ордена Святого Андрея Первозванного.